# Juan José Carbó
Juan José Carbó Gatignol, que firmaba con su primer apellido, fue un historietista español (Sueca, 19 de marzo de 1927 - 15 de mayo de 2010), adscrito a la Escuela Valenciana de cómic, aunque también trabajó para Editorial Bruguera.

## Biografía
En una escuela de dibujo de su pueblo natal, estudió con el pintor Alfredo Claros.
En 1939, se muda con su familia a Valencia, donde debido al fallecimiento de su padre compatibiliza las clases de dibujo en la Escuela de Bellas Artes de San Carlos con sus primeros trabajos, hasta que en 1944 obtiene por oposición una plaza de funcionario en la Seguridad Social, puesto que no abandonaría en toda su vida.
En 1949 empieza también su carrera profesional como historietista con su personaje Don Homobono para la revista infantil de breve vida Cubilete de la editorial Gong. Realizando el servicio militar, entra en contacto con Editorial Valenciana. Para ella creará nuevos personajes como Robustiano Fortachón y El Penado 113, para Jaimito e Ivanchito para Pumby, además de realizar portadas y especializarse en secciones didácticas (¿Cuánto sabes?), de noticias (¡Ocurre cada cosa!), biografías de deportistas (Galería de Ases) y de chistes.
Carbó continuó trabajando para la citada editorial hasta finales de los años setenta, pero desde principios de esa década había comenzado a compatibilizarla con Editorial Bruguera, en un movimiento idéntico al de sus compañeros Rojas o Sifré. Allí, en Pulgarcito, publica las historietas de su personaje Plácido Guerra.
En los años 80, colaboró en el suplemento Pipa del Diario de Valencia, en la revista fallera "El Coet" y en la revista para adultos Reseo.
Entre 1993 y 1994, también publica la tira de su personaje Tonet en la revista Papers d'Educació de la Consellería de Cultura. 
En marzo de 2005, la Universidad de Alicante le concedió el Premio Notario del Humor en reconocimiento a toda su trayectoria, junto a Xaquín Marín.

## Estilo
El crítico Pedro Porcel ha elogiado, más allá de su dibujo estático y aparentemente gris, su sentido clásico de la composición y su gran imaginación para concebir gags.